# Claude Gladu
Pour les articles homonymes, voir Gladu.
 (février 2013).
Si vous disposez d'ouvrages ou d'articles de référence ou si vous connaissez des sites web de qualité traitant du thème abordé ici, merci de compléter l'article en donnant les références utiles à sa vérifiabilité et en les liant à la section « Notes et références ».
Claude Gladu, né le 13 janvier 1942 à Longueuil, est un homme politique québécois. Impliqué pendant 27 ans dans le domaine municipal, il a été maire de la ville de Longueuil de 1994 à 2002 et de 2005 à 2009.
Son parti, Parti municipal Rive-sud : Équipe Gladu, a gagné les élections municipales de novembre 2005. Il était maire de la ville de Longueuil jusqu'aux élections de novembre 2009.

## Biographie
Gladu a commencé sa carrière en exerçant le métier de pompier à Ville de Jacques-Cartier dans les années 1960. Il est conseiller municipal de 1982 à 1994.
Pendant les années 1980, il préside la Société de transport de la Rive-Sud de Montréal. Maire de 1994 à 2002, il a été remplacé par Jacques Olivier. À l'été 2005, il a pris le dessus sur celui-ci dans un putsch. Gladu est également membre des Chevaliers de Colomb et du Club Optimiste.
Claude Gladu a dirigé pendant de nombreuses années le Parti municipal de Longueuil. Il cède sa place à Jacques Goyette avant de se retirer. Celui-ci est défait aux élections municipales de 2009 contre la mairesse actuelle, Caroline St-Hilaire.
Sous la direction de Claude Gladu et de Gilles Grégoire, le PML s'est fait rembourser par les contribuables des dépenses jugées discutables, telles de l'alcool, des cigares et des publicités partisanes.
Dans le cadre de la commission Charbonneau, plusieurs témoins ont admis avoir financé illégalement les campagnes électorales de 3 maires dont les 2 anciens maires Claude Gladu et Jacques Olivier.
Il est récipiendaire, en 2007, de la Médaille de l'Assemblée nationale.